# Javier Ponce (actor)
Javier Ponce (Guadalajara; Jalisco 12 de marzo de 1994) es un actor de cine, teatro y televisión  mexicano, conocido por su papel de Pablo en la serie de Netflix Madre solo hay dos.

## Biografía
Hijo de Martín Ponce y Angélica Pérez. El mayor de 3 hermanos. Desde la infancia los juegos con sus hermanos, primos y tíos lo invitaban a utilizar su imaginación y a crear personajes. En su adolescencia se había inclinado por el fútbol, donde llegó a ser parte del fútbol base de los equipos Club Deportivo Guadalajara (conocido popularmente como Chivas) y Tecos Fútbol Club. Sin embargo, después de un tiempo se retiró de los escenarios deportivos. Ante esto, su mamá le aconsejó estudiar en una escuela de actuación en Guadalajara. Complementó sus estudios en el CEA de Televisa en el 2015. De ahí sus primeras apariciones fueron en Como dice el dicho y La rosa de Guadalupe.
En 2016 hace su papel debut en la novela de Un camino hacia el destino interpretando a Vladimir. Un año después participó en la serie Ay güey, chicas bien como Sebastián y en la novela de Muy padres como Antonio para el canal Imagen Televisión.
En 2019 participa en Un poquito tuyo al lado de Marjorie de Sousa, Jorge Salinas y Lorena Herrera en el papel de Thomas. A mediados de ese mismo año también participa en Los elegidos como Leo junto con Sara Maldonado y Carlos Ferro.
En 2020 toma relevancia como actor en la serie de Netflix Madre solo hay dos interpretando a Pablo y al lado de las actrices Ludwika Paleta y Paulina Goto. En esta primera temporada de la serie participó en todos los episodios. En 2021 formó parte del reparto principal para la película La isla de las muñecas, un filme de terror. Recientemente estrenó Bocetos, la primera serie original de Canela.TV, en la cual interpreta al personaje de Miguel, un  joven prepotente, ególatra y creído, compartiendo créditos con Geraldine Bazán y Juan Soler. A comienzos del mes de febrero de 2022 se confirmó que será parte del elenco principal para la tercera temporada de Madre solo hay dos, Que se estrenará el 25 de Diciembre, donde continuará interpretando a Pablo, un «papá joven, preocupado y responsable».

## Filmografía

### Cine
| Año  | Título                 | Personaje | Notas               |
| ---- | ---------------------- | --------- | ------------------- |
| 2022 | La isla de las Muñecas | Bruno     | Personaje principal |
| 2023 | Nada que ver           | Erick     | Reparto             |

### Televisión
| Año       | Título                     | Personaje          | Notas                                |
| --------- | -------------------------- | ------------------ | ------------------------------------ |
| 2016      | Un camino hacia el destino | Vladimir           | Papel recurrente; Debut, 8 episodios |
| 2017      | ¡Ay güey!, chicas bien     | Sebastián          | «La Cita»                            |
| 2017-2018 | ¡Muy padres!               | Antonio Carrera    | Papel recurrente, 6 episodios        |
| 2019      | Los elegidos               | Leo                | Personaje principal, 34 episodios    |
| 2019      | Un poquito tuyo            | Thomas             | Papel recurrente, 12 episodios       |
| 2020      | Esta historia me suena     | Sebastián          | «La mejor versión de mi»             |
| 2021-2022 | Madre solo hay dos         | Pablo              | 27 episodios                         |
| 2022      | Bocetos                    | Miguel             | «”El karma” 2 episodios»             |
| 2024-2025 | Sed de venganza            | Sebastián del Pino | Recurrente                           |